# Magnolia nana
Magnolia nana este o specie de plante din genul Magnolia, familia Magnoliaceae, descrisă de James Edgar Dandy. Conform Catalogue of Life specia Magnolia nana nu are subspecii cunoscute.